# فهرست جوایز و نامزدی‌های دریافت شده توسط ایتن هاوک
ایثن هاک بازیگر، نویسنده و کارگردان آمریکایی است که در طول دوران حرفه‌ای سینمایی خود جوایز و نامزدی‌های بسیار و مختلفی دریافت کرده است.